# Afepduva
Afepduva (Columba unicincta) är en fågel i familjen duvor inom ordningen duvfåglar.

## Utseende och läte
Afepduvan är en stor grå duva, med röd bar hud runt ögat, rödaktig anstrykning på bröstet och ett ljusgrått band på stjärten som syns tydligt i flykten. Den skiljer sig från alla andra duvor i sitt utbredningsområde på genomgående ljusa fjäderdräkten och det tydliga stjärtbandet. Lätet består av en lång serie med fallande "huuuoooo".

## Utbredning och systematik
Fågeln förekommer i skogar kring Ekvatorn i västra och i centrala Afrika. Den behandlas som monotypisk, det vill säga att den inte delas in i några underarter.

## Levnadssätt
Afepduvan hittas i regnskog och galleriskog. Den ses ofta i flykten eller sittande synligt i ett dött träd, enstaka eller i smågrupper.

## Status och hot
Arten har ett stort utbredningsområde, men tros minska i antal, dock inte tillräckligt kraftigt för att den ska betraktas som hotad. Internationella naturvårdsunionen IUCN listar arten som livskraftig (LC).